# Еспарто восак
Еспарто восак је биљни восак који се добија из биљке из породице трава која успева у Средоземљу, а нарочито у северној Африци. 

## Својства
Овај восак је чврста супстанца зелено или црвеномрке боје. Нема мирис, осим ако се загрева и тада подсећа на трулу сламу.

## Састав
Садржи око 60% несапонификованих супстанци, око 42% слободних алкохола и 15% смоле.

## Значај
Једна је од полазних супстанци за добијање воскова неопходних за производњу хартије и зато је његов значај веома велики.